# Park gen. Gustawa Orlicz-Dreszera

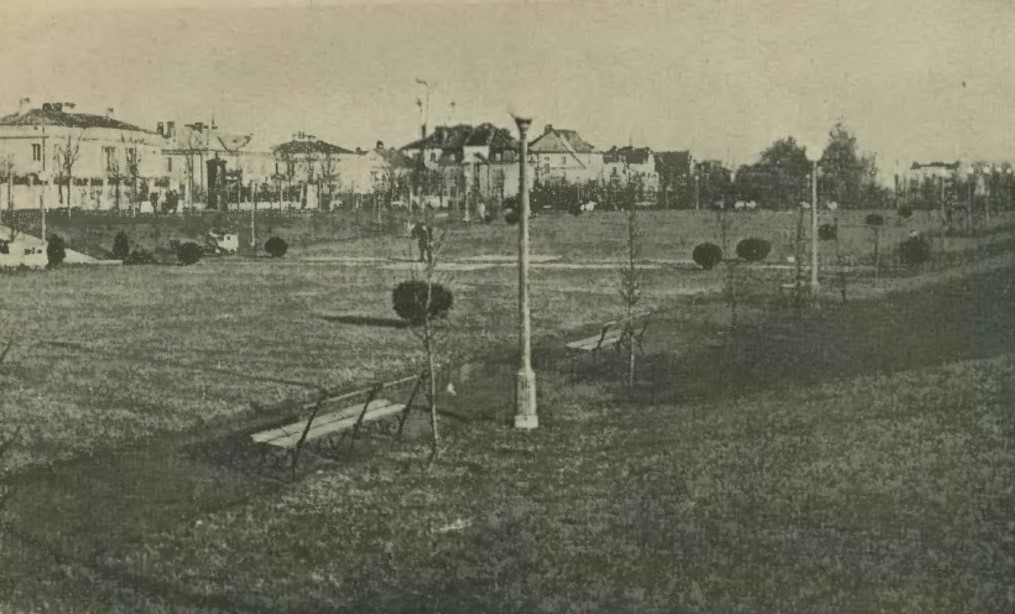
Nowo założony park w 1938 roku

Park gen. Gustawa Orlicz-Dreszera – warszawski park znajdujący się na Mokotowie między ulicami: Ursynowską, Puławską, Odyńca i Krasickiego. 

## Historia
Park został założony w 1938 roku według projektu Zygmunta Hellwiga. W uroczystości otwarcia parku 26 czerwca 1938 uczestniczyli prezydent miasta Stefan Starzyński i wysokiej rangi wojskowi. Otrzymał on nazwę upamiętniającą gen. Gustawa Orlicz-Dreszera.
W czasie powstania warszawskiego park znajdował się w centrum walk. Od 2 do 13 sierpnia stanowił pierwszą linię polskiej obrony od północy, a w dniach 25–27 września 1944 od południa. Podczas powstania i po II wojnie światowej stał się także jednym z największych tymczasowych cmentarzy. Po 1945 ciała pochowanych tam osób ekshumowano, a w 1951 przywrócono pierwotny wygląd i funkcję parku. 
Uchwałą Rady Narodowej m.st. Warszawy z dnia 5 kwietnia 1951 nazwę parku zmieniono na park Mokotowski. W dalszym ciągu używano jednak dawnej nazwy. Przywrócono ją oficjalnie uchwałą Rady m.st. Warszawy z dnia 8 marca 2012. W 2019 Rada m.st. Warszawy nie zdecydowała się na korektę błędu polegającego na braku odmiany w nazwie parku pierwszego członu nazwiska generała, co rekomendowali eksperci Zespołu Nazewnictwa Miejskiego.
W 1983 park został wpisany do rejestru zabytków.
We wrześniu 1985 roku w parku odsłonięto pomnik „Mokotów Walczący 1944”, upamiętniający uczestników powstania warszawskiego na Mokotowie. Jest to pęknięty na pół kamień narzutowy wydobyty w trakcie budowy warszawskiego metra na Ursynowie. Pośrodku znajduje się znak Polski Walczącej, poniżej zaś granitowa płyta z napisem. Pomnik, wzniesiony z inicjatywy środowiska pułku „Baszta“ i innych oddziałów mokotowskich, został zaprojektowany przez Eugeniusza Ajewskiego. Co roku odbywają się przy nim uroczystości rocznicowe.
W 2007 roku miała miejsce kompleksowa rekultywacja parku. Jego teren ogrodzono, zbudowano fontannę, plac zabaw dla dzieci, budynek mieszczący sanitariaty i zainstalowano oświetlenie.